# Wołynśke
Wołynśke (ukr. Волинське) – wieś na Ukrainie, w obwodzie chersońskim, w rejonie kachowskim, w hromadzie Tawryczanka. W 2001 liczyła 746 mieszkańców.